# Max Förster
Max Theodor Wilhelm Förster, född 8 mars 1869 i Danzig, död 10 november 1954 i Wasserburg, var en tysk språkforskare.
Max Förster var professor i engelsk filologi vid Bonns universitet 1897–1898, vid Würzburgs universitet 1898–1909, vid Halles universitet 1909–1910, vid Leipzigs universitet 1910–1925 och vid Münchens universitet 1925–1934. Hans författarskap berörde främst fornengelskan och medelengelskan, dels keltiska element i engelskan, inte minst brittiska ortnamn. Han utgav även äldre texter, såsom Vercelli codex (1911) och Exeterboken, The Exeter book of old English poetry (tillsammans med Raymond Wilson Chambers och Robin Flower, 1933). Bland övriga skrifter märks Der Flussname Themse und seine Sippe (1942) och Zur Geschichte des Reliquienkultus in Altengland (1943).